# Donn Cambern
Donn Cambern est un monteur et producteur américain né le 9 octobre 1929 à Los Angeles (Californie) et mort le 18 janvier 2023 à Burbank (Californie).

## Filmographie

### comme monteur
- 1968 : The Bob Hope Christmas Special (TV)
- 1969 : 2000 Years Later
- 1969 : Easy Rider
- 1971 : Drive, He Said
- 1971 : La Dernière séance (The Last Picture Show)
- 1973 : Steelyard Blues
- 1973 : Les Choses de l'amour (Blume in Love)
- 1975 : L'Odyssée du Hindenburg (The Hindenburg)
- 1976 : Alex ou la liberté (Alex & the Gypsy)
- 1977 : De l'autre côté de minuit (The Other Side of Midnight)
- 1978 : The End
- 1978 : La Fureur du danger (Hooper)
- 1979 : C'était demain (Time After Time)
- 1980 : Willie and Phil
- 1980 : Tu fais pas le poids, shérif! (Smokey and the Bandit II)
- 1981 : Excalibur
- 1981 : L'Équipée du Cannonball (The Cannonball Run)
- 1982 : Tempest
- 1983 : Going Berserk
- 1984 : À la poursuite du diamant vert (Romancing the Stone)
- 1986 : Jo Jo Dancer, Your Life Is Calling (en)
- 1986 : Big Trouble
- 1987 : Bigfoot et les Henderson (Harry and the Hendersons)
- 1988 : L'Amour au hasard (Casual Sex?)
- 1988 : Feds (en)
- 1988 : Jumeaux (Twins)
- 1989 : SOS Fantômes 2 (Ghostbusters II)
- 1991 : Eyes of an Angel
- 1991 : La Femme du boucher (The Butcher's Wife)
- 1992 : Bodyguard (The Bodyguard)
- 1993 : La Star de Chicago (Rookie of the Year)
- 1994 : Major League II
- 1994 : Les Petits Géants (Little Giants)
- 1996 : L'Ombre blanche (The Glimmer Man)

### comme producteur
- 1991 : Eyes of an Angel.